# Zlín Z 26
Lo Zlín Z 26 è un monomotore da addestramento ad ala bassa prodotto dalla ditta cecoslovacca Moravan Aviation. Lo Z 26 viene riconosciuto come il capostipite della famiglia di aerei da addestramento prodotta appunto da Moravan Aviation.

## Storia del progetto
Il primo Z 26 fu progettato nei tardi anni quaranta e prodotto nel 1946 dall'azienda cecoslovacca Moravan Aviation, per sostituire nel servizio il Bücker Bü 131 e il Bücker Bü 181. Era un monoplano ad ala bassa a tecnica mista: le ali erano infatti costruite in legno e la fusoliera in metallo saldato. Spinto da un motore singolo a pistoni a quattro cilindri volò la prima volta agli inizi del 1947. Entrò in produzione regolare nel 1948.

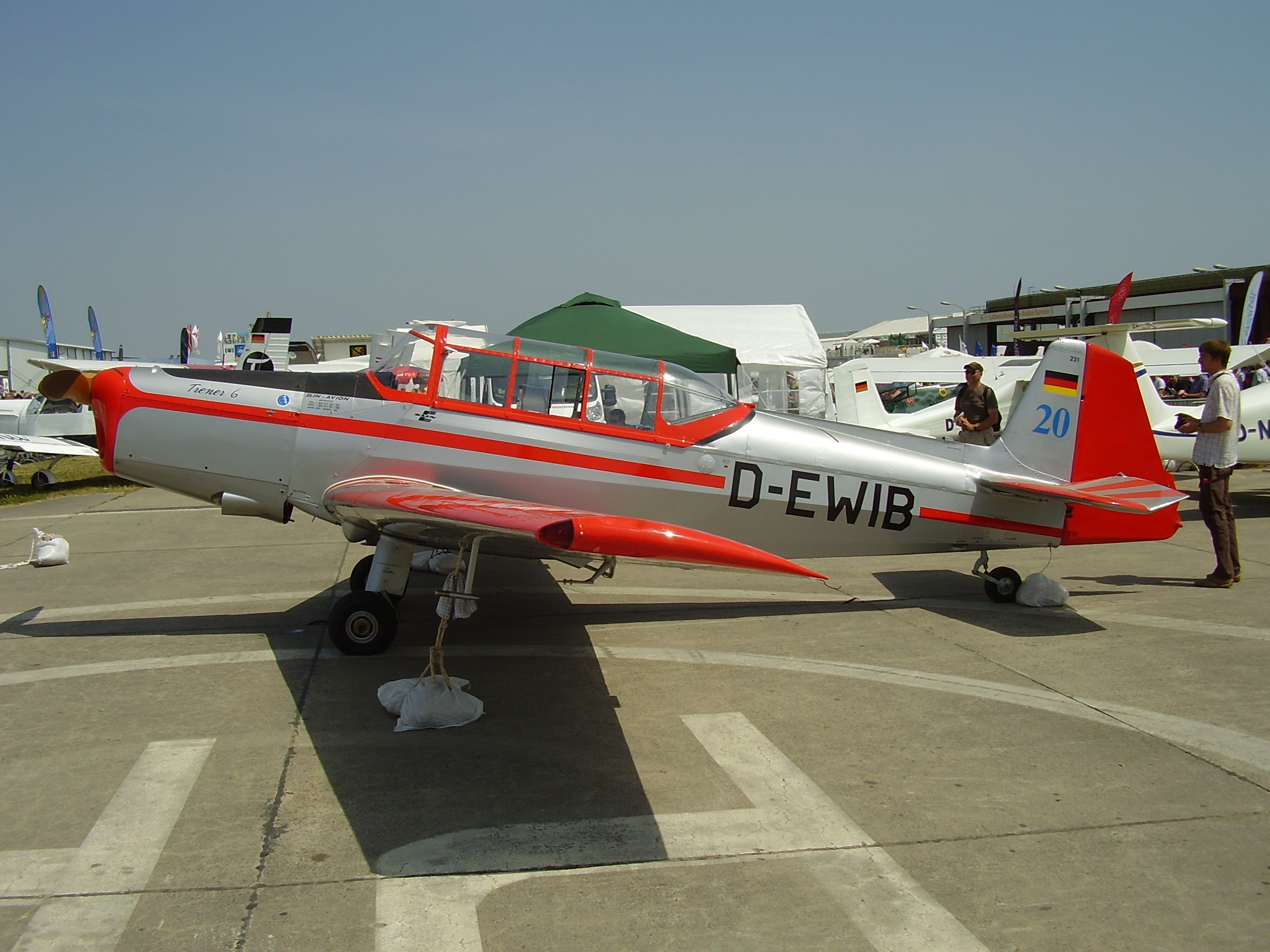
Uno Zlín Z 26

## Versioni
- Z 26 - aereo da addestramento basico biposto equipaggiato con un motore Walter Minor 4 a quattro cilindri, prodotto in 163 esemplari.[2]
- Z 126 - versione di costruzione interamente metallica.
- Z 226 - versione con un motore più potente Walter Minor 6 a sei cilindri.
  - Z 226A - versione monoposto con capacità acrobatiche.
  - Z 226B - versione da traino alianti.
  - Z 226T - versione da addestramento.
- Z 326 - versione dotata di carrello retrattile comandato elettricamente.
- Z 526 - versione con un motore differente, sempre a sei cilindri.
  - Z 526A - versione monoposto usata come aereo acrobatico.
  - Z 526B - versione con motore a combustibile ad iniezione.
- Z 726 - versione equipaggiata con un motore Avia M 337.
  - Z 726K - versione ulteriormente migliorata.

## Utilizzatori
Austria
Luftstreitkräfte
 Cuba
- Defensa Anti-Aérea y Fuerza Aérea Revolucionaria

Dei 60 tra Z-226 e Z-236T consegnati, all'aprile 2019, dovrebbero essere 20 gli aerei ancora in servizio.
 Cecoslovacchia
Vzdušné síly armády České republiky
 Germania Est
 Egitto
 Mozambico